# Хамерская культура
Хамерская культура — археологическая культура эпохи неолита. Датируется периодом около 3500 — 2700 гг. до н. э. На части территории Баварии является наследником альтгеймской культуры и согласно традиционной терминологии относится к финальному неолиту.

## Название
Название происходит от эпонимного памятника в муниципалитете Хам в Верхнем Пфальце, однако, чтобы избежать негативной коннотации, в русскоязычной археологической литературе используется русифицированное нем. Chamer Kultur.

## Регион
Что касается межрегиональных связей культуры, то она существовала одновременно с другими культурами позднего неолита, такими, как культура Вальтернинбург-Бернбург в Центральной Германии, хоргенская культура в Предальпийском регионе, евишовицкая культура в Моравии или центральноевропейская культура шаровидных амфор.

## Поселения
Большинство памятников в Баварии представляют собой комплексы случайных находок, где по характеру находок можно было судить о наличии поселений. Следует отметить характерную керамику поселений, а также веретёна и отвалы отходов производства кремнёвых орудий. Кроме того, имели место находки в ямах и других земляных сооружениях на местах поселений. Сюда относятся земляные сооружения в таких местах, как Добль, Гальгенберг близ Копфхама (район Эргольдинга), а также близ Хадерсбаха (de:Erdwerk von Hadersbach), Пизенкофена и Рикофена.
В Дунайской долине поселения располагались преимущественно на террасах и вдоль рек (ручьёв), чаще всего на холмах, но иногда также на склонах и в долинах. Люди этой культуры покинули плодородные лёссовые низины и открыли для себя Франконский Альб, Баварский лес и Альпы.

## История исследования
Хамерскую группу впервые описал в 1951 г. Ханс Юрген Хундт как самостоятельный археологический феномен на основании известных в его времени 6 памятников. Сопоставимые материалы из Западной Богемии, северной Нижней Австрии и Верхней Австрии также позднее были причислены к данной группе. Находки в Северном Тироле также с некоторой осторожностью причисляются к данной культуре-группе. После того, как И. Бургер обосновал членение на различные «регионы» и фазы и количество источников возросло до 140 памятников, хамерскую группу переименовали в хамерскую культуру.